# The Jeremy Days
The Jeremy Days sind eine deutsche Popband aus Hamburg, die sich 1987 gründete und 1996 wieder auflöste. 2019 kam die Band wieder zusammen und ging auf Tour.

## Geschichte
Dirk Darmstaedter (Gesang, Gitarre) und Christoph M. Kaiser (Bass, Gesang) machten ab 1985 gemeinsam Musik. Den beiden schlossen sich zuerst Louis C. Oberlander (Keyboard) und dann Jörn-Christof Heilbut (Gitarre) an. Die Gruppe wurde durch Stefan Rager (Schlagzeug) komplettiert, der gemeinsam mit Kaiser in München zur Schule gegangen und auf dessen Impuls hin nach Hamburg gezogen war. 1994 verließ Rager die Band und wurde am Schlagzeug durch Rob Feigel ersetzt.
Die Band firmierte erst unter dem Namen The Real McCoys, benannte sich 1987 um in The Jeremy Days.
1988 erschien bei Polydor das Debütalbum The Jeremy Days, das von dem englischen Produzenten-Team Clive Langer und Alan Winstanley produziert wurde. Die Platte verkaufte sich etwa 150.000-mal. Die Single Brand New Toy kam bis auf Platz 11 der deutschen Charts.
Das zweite Studioalbum Circushead erschien 1990 und wurde erneut von Clive Langer und Alan Winstanley produziert. Als Singles wurden Sylvia Suddenly und Give It a Name ausgekoppelt. Das Album hielt sich 10 Wochen in den Charts mit der Höchstplatzierung 29.  Zwei Jahre später kam das dritte Album Speakeasy heraus. Dieses Album wurde von Fred Maher produziert.  Als Singles wurden Loved und Good Morning Beautiful veröffentlicht. Das selbst produzierte Re-Invent Yourself! betitelte vierte Album erschien 1994 und war das letzte, was bei Polydor veröffentlicht wurde. Zur Promotion wurden Re-Invent Yourself!, Under the Gun und Beautiful Love als Singles herausgegeben. Das wieder selbst produzierte, fünfte Album Punk by Numbers erschien 1995 bei dem von Tim Renner neu gegründeten Label Motor Music. Als Singles wurden Chasing my Crooked Shadow und Punk by Numbers veröffentlicht. Nach einer Tour zur Promotion des Albums und der Veröffentlichung des Live-Albums 89-95 Best of Live lösten sich die Jeremy Days vorübergehend auf.
Sporadisch gab es für besondere Anlässe Reunions der Band; so spielte die komplette Ur-Besetzung auf dem Festival „Rettet den FC St.Pauli“ im August 2003 im Millerntor-Stadion in Hamburg. Im März 2011 hatten Dirk Darmstaedter, Jörn-Christof Heilbut und Christoph M. Kaiser im Hamburger Club Grünspan einen Auftritt auf der Gedenkveranstaltung für den verstorbenen ehemaligen Palais-Schaumburg-Sänger und Mediengestalter Walter Welke (geb. Thielsch). Im Juni 2018 verkündete die Band für Januar 2019 ein Reunion-Konzert in Hamburg mit allen Gründungsmitgliedern außer Christoph M. Kaiser. Dieses fand am 18. Januar 2019 vor ausverkauftem Haus im Docks statt. Nach dem Erfolg dieses Konzerts entschlossen sich die Jeremy Days, wieder auf Deutschland-Tournee zu gehen. Die Tour begann am 22. November 2019 in München und umfasste Auftritte in acht deutschen Großstädten, darunter Berlin, Hamburg und Frankfurt am Main.
Das sechste Studioalbum der Band Beauty in Broken erschien 2022. Vorab wurden die Singles Beauty in Broken und For the Lovers veröffentlicht. Die Single Beauty in Broken wurde vom deutschen Rolling Stone als exklusive Videopremiere vorab präsentiert. Das Album erzielte in den deutschen Albumcharts die Höchstplatzierung 21 und wurde auf der Longlist für den Jahrespreis der deutschen Schallplattenkritik nominiert. Live wurden die Songs des neuen Albums einer breiten Öffentlichkeit bei einem Radiokonzert im Sendesaal von Radio Bremen und bei einem Rockpalastkonzert in der Harmonie Bonn vorgestellt.

## Diskografie

### Studioalben
| Jahr | Titel               | Höchstplatzierung, Gesamtwochen, AuszeichnungChartsChartplatzierungen (Jahr, Titel, Platzierungen, Wochen, Auszeichnungen, Anmerkungen) | Anmerkungen                          |
| Jahr | Titel               | DE | Anmerkungen                          |
| ---- | ------------------- | --- | ------------------------------------ |
| 1989 | The Jeremy Days     | DE18 (21 Wo.)DE | Erstveröffentlichung: März 1989      |
| 1990 | Circushead          | DE29 (10 Wo.)DE | Erstveröffentlichung: September 1990 |
| 1992 | Speakeasy           | DE75 (4 Wo.)DE | Erstveröffentlichung: Juli 1992      |
| 1994 | Re-Invent Yourself! | DE79 (8 Wo.)DE | Erstveröffentlichung: Februar 1994   |
| 1995 | Punk by Numbers     | — | Erstveröffentlichung: März 1995      |
| 2022 | Beauty in Broken    | DE21 (1 Wo.)DE | Erstveröffentlichung: März 2022      |

Weitere Veröffentlichungen
- 1995: 88-95 Best Of:Live
- 1998: Master Series
- 2001: It Is the Time - The Essential Collection
- 2002: Stuff That Got Away - Rarities & B-Sides

### Singles
| Jahr | Titel Album                        | Höchstplatzierung, Gesamtwochen, AuszeichnungChartsChartplatzierungen (Jahr, Titel, Album, Platzierungen, Wochen, Auszeichnungen, Anmerkungen) | Anmerkungen                        |
| Jahr | Titel Album                        | DE | Anmerkungen                        |
| ---- | ---------------------------------- | --- | ---------------------------------- |
| 1988 | Are You Inventive? The Jeremy Days | DE55 (7 Wo.)DE | Erstveröffentlichung: Oktober 1988 |
| 1989 | Brand New Toy The Jeremy Days      | DE11 (18 Wo.)DE | Erstveröffentlichung: März 1989    |

Weitere Singles
- 1989: Julie Thru the Blinds
- 1989: Rome Wasn’t Built in a Day
- 1990: History (Heavenly Father)
- 1991: Sylvia Suddenly
- 1991: Give It a Name
- 1992: Loved
- 1992: Good Morning Beautiful
- 1993: You Showed Me
- 1994: Re-Invent Yourself
- 1994: Under the Gun
- 1994: Beautiful Love (limitierte Auflage für den deutschen Fanclub)
- 1995: Chasing My Crooked Shadow
- 1995: Punk by Numbers
- 1995: Happy Together
- 2001: It Is the Time (Promo-Single)
- 2022: Beauty in Broken

## Auszeichnungen
RSH-Gold
- 1990: in der Kategorie „Newcomer Regional“